# Centurion (танк)
Центуріон, A41 (англ. Centurion, A41) — британський середній танк другої половини 1940-х років. За західною класифікацією належить до основних бойових танків першого покоління. Розроблений в 1943–1944 роках для протистояння німецьким важким танкам в рамках концепції «універсального танка», який повинен був замінити собою існуючі раніше піхотні та крейсерські танки. Перші серійні «Центуріони» надійшли у війська в 1945 році, вже після закінчення бойових дій в Європі. Неодноразово модернізуючись, «Центуріон» перебував у серійному виробництві з 1945 по 1962 рік. Всього було випущено 4423 танка цього типу, не рахуючи машин на його базі.
«Центуріон» складав основу танкового парку Великої Британії аж до середини 1960-х, коли був змінений основним бойовим танком «Чіфтен». Велика частина випущених танків була, переважно після зняття з озброєння, поставлена ряду інших країн. Перше бойове застосування «Центуріона» відбулося в Корейській війні, з того часу він брав участь у багатьох інших конфліктах, зокрема у війні у В'єтнамі та ряді близькосхідних воєн. Станом на 2007 рік переважно знятий з озброєння в більшості країн, але все ще залишається в строю в Ізраїлі, Йорданії та Сінгапурі.

## Модифікації
- Centurion Mk 1— базова модифікація з 76,2-мм гарматою QF 17 pounder, спареної 20-мм гарматою «Польстен» та литою баштою. Випущено 100 одиниць
- Centurion Mk 2— модифікація з кулеметом BESA замість 20-мм гармати та зварною баштою. Випущено більше 700 одиниць, в 1951–1952 роках всі вони були модернізовані до Mk 3
- Centurion Mk 3— модифікація з 83,8-мм гарматою QF 20 pounder.
- Centurion Mk 4— танк «ближньої підтримки» з 95-мм гаубицею замість гармати
- Centurion Mk 5— модифікація з 7,62-мм кулеметом M1919A4 замість 7,92-мм BESA і низкою невеликих змін
- Centurion Mk 6—Mk 5 з встановленою додатковою бронею і 105-мм гарматою L7
- Centurion Mk 7— модифікація з доопрацьованим компонуванням корпусу
- Centurion Mk 8— модифікація з новою баштою
- Centurion Mk 9— модифікація з додатковою бронею і 105-мм гарматою L7
- Centurion Mk 9/1— варіант з приладами нічного бачення
- Centurion Mk 9/2— варіант з пристрілювальним 12,7-мм кулеметом M2HB
- Centurion Mk 10—Mk 8 зі 105-мм гарматою L7
- Centurion Mk 10/1— варіант з приладами нічного бачення
- Centurion Mk 10/2— варіант з пристрілювальним 12,7-мм кулеметом M2HB
- Centurion Mk 11— переобладнаний Mk 6 із заміною спареного кулемета M1919A4 на M2HB, активними приладами нічного бачення та устаткуванням для підводного водіння
- Centurion Mk 12— аналогічно Mk 11, але на основі Mk 9
- Centurion Mk 13— аналогічно Mk 11, але на основі Mk 10
- Centurion Shot — варіант ізраїльської модернізації 1973 року танків Mk 3 — Mk 7. Був замінений силовий блок на модель з американського танка M60A1, разом з дизелем AVDS-1792-2AC та гідромеханічною трансмісією CD-850-6A. Також було замінено електрообладнання, система протипожежного обладнання, засоби зв'язку. Озброєння складалося з 105-мм гармати L7A1 стабілізованої у двох площинах і з дубльованою системою керування вогнем, спареного та зенітного кулеметів Browning M1919A4. Ізраїльська модернізація істотно підвищила бойові характеристики танка. Надалі, шасі що збереглися були використані для побудови важкого бронетранспортера «Пума».
- Strv 81— Mk 3 на озброєенні ЗС Швеції
- Strv 101— Mk 10 на озброєнні ЗС Швеції, також мав поновлені радіоприлади
- Strv 104— Модифікація шведських "Центуріонів" з урахуванням ізраїльського досвіду: новий силовий блок від танка М60, система керування вогнем та динамічний захист.
- Olifant — глибока модернізація танка для Південноафриканських національних сил оборони. Olifant Mk.1A був прийнятий на озброєння в 1978 році, Mk.1В в 1991 році і Mk.2 в 2007 році.
- FV4005 — дослідний винищувач танків зі 183-мм гарматою. Виготовлено 3 зразки.[1]

## На озброєнні
- Велика Британія — зняті з озброєння
- Австралія — 143 одиниці, зняті з озброєння
- Австрія — зняті з озброєння
- Данія — 226 одиниць, зняті з озброєння
- Єгипет — зняті з озброєння
- Ізраїль — 1080 танків, з них станом на 2007 рік залишається 206 одиниць[2]
- Індія — 100 одиниць, зняті з озброєння
- Йорданія — 292 одиниці, на зберіганні станом на 2010[3]
- Ірак — 50 одиниць, зняті з озброєння
- Канада — 50 одиниць, зняті з озброєння
- Кувейт — 50 одиниць, зняті з озброєння
- Ліван — 40 одиниць, зняті з озброєння
- Нідерланди — 343 одиниці, зняті з озброєння
- Сінгапур — близько 80 — 100 одиниць, станом на 2007 рік[4]
- Сомалі — 30 одиниць, сучасний статус неясний
- Швейцарія — 300 одиниць, зняті з озброєння
- Швеція — 350 одиниць, зняті з озброєння
- ПАР — 334 одиниці (141 танк був модернізований до рівня Olifant Mk.1A, 167 до Mk.1В і 26 до Mk.2), станом на 2011 рік[5]

## Бойове застосування

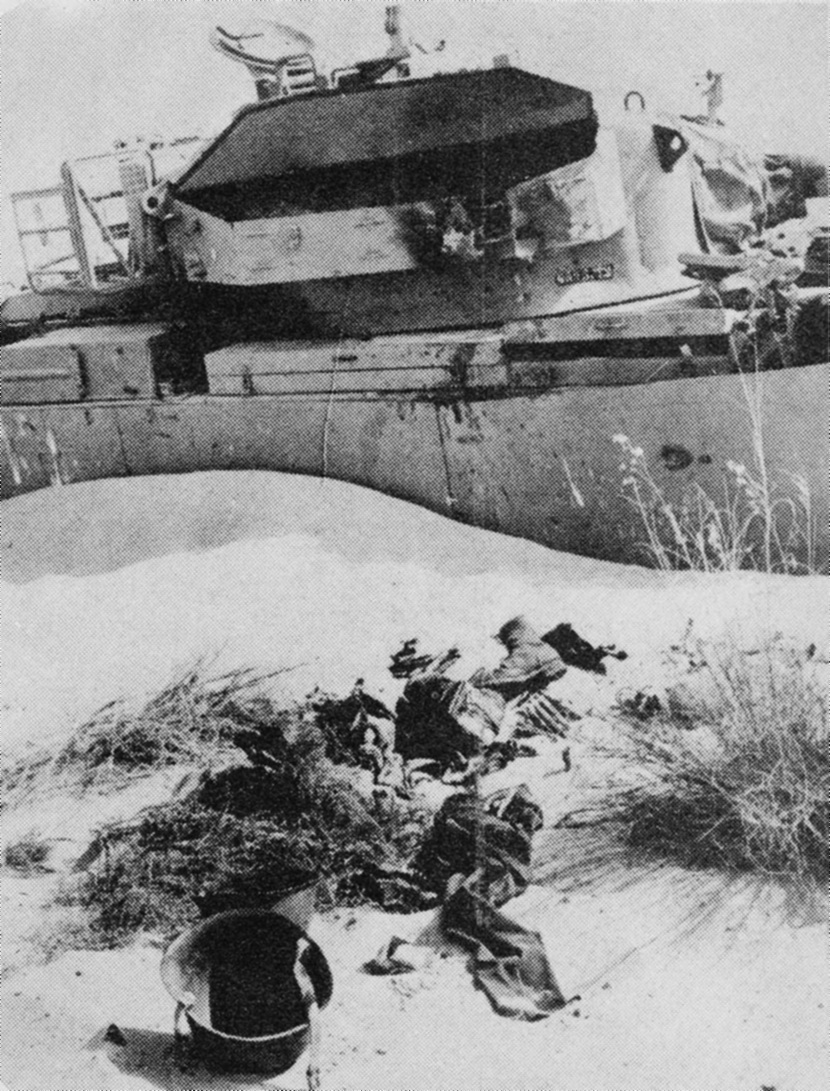
Ізраїльський «Центуріон», підбитий під час війни Судного дня

- Корейська війна (1950—1953, Велика Британія)
- Суецький криза (1956, Велика Британія)
- Війна у В'єтнамі (1965—1973, Австралія)
- Шестиденна війна (1967, Ізраїль)
- Друга індо-пакистанська війна (1965, Індія)
- Третя індо-пакистанська війна (1971, Індія)
- Жовтнева арабо-ізраїльська війна (1973, Ізраїль)
- Ліванська війна (1982, Ізраїль)
- Громадянська війна в Анголі